# Hollandia világörökségi helyszínei
Hollandia területéről eddig tizenhárom helyszín került fel a világörökségi listára, két további helyszín a javaslati listán várakozik a felvételre.
| | Schokland és környéke |
| 1995 |                       |
| Kulturális (III)(V) |                       |
| Védett terület: 1 306 ha, hivatkozás: 739 |                       |
| Schokland és környékének lápvidéke már a történelem előtti időktől lakott volt, az első védőgátakat a 4. században kezdték építeni. A félszigetet folyamatosan fenyegették az árhullámok, a középkorban szigetté változott. A gátak megvédték a földterületeket a dagálytól, de időnként így is le kellett csapolni a területet, miközben a tenger szintje folyamatosan nőtt. A helyzet a 19. század közepére kezelhetetlenné vált, az itt lakókat 1859-ben kitelepítették. A környéket 1927 és 1932 között hódították vissza a tengertől, azóta a vízzel folytatott évszázados küzdelem jelképévé vált. A régészeti kutatások során bebizonyították, hogy a térségben már az őskorban megtelepedett az ember, és már ekkor is erőfeszítéseket kellett tenni a víz visszaszorítása érdekében. Előkerültek településeik maradványai is. Később az itt épület templomokat az alapokig teljesen lebontották és az építőanyagot átszállítva magasabb helyen újra felépítették. |                       |

| | Hollandia védművonala |
| 1996, kiterjesztés: 2021 |                       |
| Kulturális (II)(IV)(V) |                       |
| Védett terület: 54 779 ha, puffer zóna: 191 723 ha, hivatkozás: 759 |                       |
| A világörökségi státusz először csak az Amszterdam körül egy 135 kilométer hosszan gyűrű alakban kiépített védművonalra vonatkozott. Egyedi módon vizet használ védekezéshez, amivel tervezett módon eláraszthatták a környéket. A védelmi vonal kiépítése 1883-ban kezdődött és csak 1920-ban fejeződött be. Nem sokkal ezután a légierő fejlődésével a védmű el is vesztette jelentőségét. Összesen negyvenöt erőd tartozott hozzá, valamint lőállások kazamaták, zsilipek csatornák és gátak bonyolult rendszere. A tervek szerint úgy árasztották volna el a környéket, hogy sem gyalogosan sem hajóval nem lehetett volna megközelíteni, mivel a vízszint körülbelül egy méter magas lett volna. A hollandok már a 16. század óta használták vízmérnöki tudásukat védelmi célokra, ez a védművonal régebbiek megerősített, összevont és továbbfejlesztett változata. A védelmi gyűrű leglátványosabb része Pampus erődszigete az IJ folyó torkolatánál. 2021-ben a helyszínt jelentősen kiterjesztették. |                       |

| | Kinderdijk-elshouti malomrendszer |
| 1997 |                                   |
| Kulturális (I)(II)(IV) |                                   |
| Védett terület: 322 ha, hivatkozás: 818 |                                   |
| A Rotterdam közelében lévő Kinderdijk és Elshout falvak térségében víztározók, gátak, szivattyúüzemek, hivatali épületek és legfeltűnőbb elemei a szélmalmok határozzák meg a tájképet. A terület fontos technikai vívmánya és helyszíne annak a folyamatnak, amely során az itt élők földterületeket nyertek a tenger visszaszorításával. Kindekjinktől délre tizenkilenc szélmalom áll egy sorban, ez az ország legkiterjedtebb történelmi malomegyüttese. A legtöbb malomnak csak a felső része forog, lapátjaik 30 centiméterre megközelítik a talajt. Legtöbbjük a 18. század közepén épült és az 1940-es évekig működött. Ezután kivonták őket a forgalomból de jelenleg is működőképesek. Egykor több mint százötven szélmalom működött, majd számuk 1870 körülre hetvennyolcra esett vissza. A világörökségi helyszínhez tizenkilenc tartozik. A malmok segítségével két fázisban szivattyúzták ki a vizet a területről, először egy alacsonyabban futó csatornából egy magasabb csatornába és onnan egy tározóba, ahonnan később más elvezették. |                                   |

| | Willemstad történelmi körzete Holland Antillák |
| 1997 |                                                |
| Kulturális (II)(IV)(V) |                                                |
| Védett terület: 86 ha, puffer zóna: 87 ha, hivatkozás: 819 |                                                |
| Holland kereskedők Curaçao szigetének egyik természetes kikötőjénél alapították meg a települést 1634-ben. Hamar kihasználták a tengerrel egy természetes csatornával kapcsolatban lévő hely lehetőségeit, így Willenstad hamarosan a Holland Nyugat-indiai Társaság legfontosabb kikötőjévé fejlődött, a Holland Antillák fővárosa lett. Jellegzetességei a természetes kikötő által elválasztott egyedi városrészei, amelyek spanyol, holland, és portugál gyarmati városokra emlékeztetnek. Az építkezéseket az afrikai rabszolgakereskedelem és a dél-amerikai ültetvények áruinak átmenő forgalma után keletkezett haszonból finanszírozták. Az Anglia és Hollandia közti háborúk alatt a települést sokszor kifosztották, ennek ellenére számos történelmi épület fennmaradt, a kikötő mellett sok színes, holland stílusú ház áll. A sajátos szerkezetű városnegyedek legjelentősebb épületei a holland református egyház temploma és az 1732-ben alapított zsinagóga. |                                                |

| | D. F. Wouda gőzszivattyúrendszer |
| 1998 |                                  |
| Kulturális (I)(II)(IV) |                                  |
| Védett terület: 7,32 ha, puffer zóna: 20,68 ha, hivatkozás: 867 |                                  |
| Hollandiában évszázadokon keresztül szélmalmok erejét használták fel a víz visszaszorítására, később, a 19. század első harmadában a gőzszivattyúra tértek át. A 20. század elején már körülbelül hétszáz gőzszivattyú működött. A D. F. Wonda gőzszivattyú rendszert, ami a valaha épített legnagyobb ilyen típusú szerkezet egy 1894-es árvíz után építették. Ma is működik, évente több alkalommal ezzel szivattyúzzák le a felesleges vizet Frízföld egy részéről az IJssel-tóba, ezzel csökkentve az ár- és belvízveszélyt. Az 1920-ban megnyitott szivattyútelep a holland mérnökök által alkotott ipari épületek egyik remekműve, kialakításakor esztétikai szempontokat is figyelembe vettek. A szivattyúrendszer főbb részei a kazánház, a turbinaépület, a tó felé nyíló árvízkapuk, a centrifugális szivattyúk és négy gőzmotor. |                                  |

| | Beemster-polder |
| 1999 |                 |
| Kulturális (I)(II)(IV) |                 |
| Védett terület: 7 208 ha, hivatkozás: 899 |                 |
| A polderek olyan a tengertől elhódított területek, amelyeket gátak, malmok, szivattyúk összetett rendszere óv meg a folyamatos árvizektől. A 17. század elejétől kialakuló Beenster polder az elsők között volt, amelyet sikerült hasznosítani. Ahogy a szivattyúzási technikák folyamatosan fejlődtek úgy sikerült egyre nagyobb földterületet vízmentesíteni. Korábban szélmalmokkal hajtották meg a vízikerekeket, később gőzgéppel, a 20. század egy részében dízelolajjal, jelenleg pedig egy teljesen automatizált elektromos rendszerrel. A 17. században a lecsapolást követő évtizedekben tervszerűen építették be a területet, ami fokozatosan benépesült. Mai, földekből, utakból, csatornákból, gátakból, legelőkből, falvakból, tanyákból, kisebb városokból álló képe még mindig őrzi klasszikus tájrendező elvek szerint kialakított szigorú elrendezését. A polder kialakításakor alkalmazott technikai újítások jelentős hatással voltak európai és más árvízmentesítő munkálatokra. |                 |

| | Rietveld Schröder-ház |
| 2000 |                       |
| Kulturális (I)(II) |                       |
| Védett terület: 0,0075 ha, hivatkozás: 965 |                       |
| Az Utrechtben található Rietveld Schöder házat 1924-ben építették és az úgynevezett De Stijl művészcsoport egyfajta hitvallásának tekinthető. A mozgalom 1917-ben indult és kapcsolatban állt a német Bauhaus irányzattal. A művészekből és építészekből álló holland csoport sajátos geometrikus-absztrakt formanyelvet hozott létre. A házat a modern építészet egyik jelképének tartják, tervezése és építése egy időben zajlott. A kis családi ház rugalmas térbeli elrendezésű, szerkezetét tekintve egy hagyományos téglaház, viszont a felső szintet Gerrit Rietveld – a tervező – egy folytatólagos nyílt térnek alakította ki, amelynek falai a tulajdonos igényeinek megfelelően eltolhatók. A ház mennyezete fagerendás, alapja, a pince és az erkélyek betonból készültek. A tulajdonos és az építész részletes fotódokumentációt készített az építés folyamatáról, ami jelentős dokumentuma a De Stijl művészcsoport tevékenységének. Befejezése után a szakemberek szinte azonnal a klasszikus modernizmus egyik remekműveként tekintettek rá. |                       |

| | Watt-tenger |
| Dánia, Hollandia és Németország közös világörökségi helyszíne |             |
| 2009, kiterjesztés: 2014 |             |
| Természeti (VIII)(IX)(X) |             |
| Védett terület: 1 143 403 ha, hivatkozás: 1314 |             |
| A tenger része a világ legnagyobb összefüggő árapálysíkságjának, amely Európa északnyugati partvidéke és a Fríz-szigetek között terül el. Tágabb értelemben véve a hollandiai Den Heldertől Németország északnyugati partjain át a dániai Esbjergig húzódó watt-típusú tengerpartokat is a Watt-tengerhez sorolják. Hossza mintegy 500 kilométer. A tengerparti sávot kiterjedt fövenyes partok, homokdűnék, tengerifű-telepek és iszapos lapályok jellemzik, és körülbelül tízezer növény- és állatfaj élőhelyét biztosítják. A területen minden évben több millió vándormadár talál magának pihenőhelyet. Az utolsó jégkorszakot követően keletkezett legfeltűnőbb tájeleme a Nyugati-Fríz-szigetek öt tagja. Az itt jelenlévő ökoszisztéma árapályon alapul, a tenger drámai szintkülönbségeket produkál. Ez az egyik utolsó érintetlen ökoszisztéma Európa északi partvidékén. Különlegessége abból is áll, hogy szinte teljesen árapálysíkság nagyon kevés folyóvízi hatással. A veszélyeztetett tengeri állatok közül megtalálható itt a borjúfóka, a kúpos fóka és a barna delfin. |             |

| | 17. századi csatorna-gyűrű a Singelgrachton belül (Amszterdam) |
| 2010 |                                                                |
| Kulturális (I)(II)(IV) |                                                                |
| Védett terület: 198,2 ha, puffer zóna: 481,7 ha, hivatkozás: 1349 |                                                                |
| Amszterdam teljes építészeti arculatát meghatározza az a közel száz kilométeres csatornagyűrű-rendszer amelyet a 16. század végén és a 17. század elején alakítottak ki. Ekkor kezdődött a holland aranykor, amikor a Holland Kelet-indiai és Nyugat-indiai Társaságok által kiépített kereskedelmi hálózatok óriási profitot termeltek. Ennek köszönhetően ekkor Amszterdam a világ egyik leggazdagabb városa volt, így lehetővé vált számára a kor legnagyobb és legegységesebb városfejlesztése, hogy helyet biztosítsanak a gyorsan növekvő népesség számára. A csatornák közötti mocsarakat lecsapolták, ezzel is növelték a beépíthető területet. A növekvő város így már nem is fért el a korábbi megerősített városhatárok mögé így ezek helyét is módosítani kellett. A csatornák partjain álló házakat különböző homlokzatokkal látták el amik egyedi jelleget kölcsönöznek az egyes vízi utaknak. A világörökségi helyszínhez az óvárostól és a középkori kikötőktől déli és nyugati irányban húzódó csatornarendszer védművein belüli részek tartoznak. |                                                                |

| | Van Nelle-gyár |
| 2014 |                |
| Kulturális (II)(IV) |                |
| Védett terület: 6,94 ha, puffer zóna: 87,57 ha, hivatkozás: 1441 |                |
| A Van Nelle-gyár az 1920-as években épült Rotterdam északnyugati ipari zónájában a Spaause polder partján. A gyárépület a 20. századi ipari építészet egyik ikonikus darabja, a két világháború közötti modernista és funkcionalista törekvések egyik jelképe. A gyártelep kialakításakor az oldalfalakhoz főleg acélt és üveget használtak fel, egy ideális üzemet akartak létrehozni ami nyitott a külvilágra. Belső terét az igényeknek megfelelően lehetett módosítani és a természetes fény kellemesebbé tette a munkakörülményeket. Az itt használt technológiai és építészeti újdonságok Európa számos részéből és Észak-Amerikából származtak. A gyárban a kikötőkhöz kapcsolódó áruk (például tea, kávé, dohány) feldolgozását végezték, amelynek nagy hagyományai voltak Hollandiában. Ezt a funkcióját sokáig meg is őrizte, majd a 20. század végi gazdasági átalakulásakor az épületet eredeti formájában megőrizték. Már 1985-ben védelem alá került mint nemzeti műemlék, azóta a legmagasabb szintű állami védelem alatt áll. |                |

| | Jóakarat-kolóniák |
| Belgium és Hollandia közös világörökségi helyszíne |                   |
| 2021 |                   |
| Kulturális (II) (IV) |                   |
| Védett terület: 2012 ha, hivatkozás: 1555 |                   |
| A két ország közös világörökségi helyszíne négy részből áll, ezek kultúrtájak és a hozzájuk tartozó kolóniák, amelyből egy Belgium és három Hollandia területére található. A kolóniákat egy 19. századi szociális reformkísérlet keretében hozták létre, amelynek az volt a célja, hogy távoli helyeken alapított mezőgazdasági telepekkel enyhítsék a városi szegénységet. Legkorábban, 1818-ban a hollandiai Frederiksoord telepet hozták létre és itt volt a Jóakarat-társaság központja is, egy olyan egyesületé amelynek célja a szegénység enyhítése volt országos szinten. A másik három kolónia Wilhelminaoord és Veenhuizen volt Hollandiában és Wortel Belgiumban. Mivel a kolóniák kis földterületei nem termeltek elég profitot a társaság másfajta bevételi forrásokat keresett. Felvette a kapcsolatot az állammal, és kezdetben árvákat majd koldusokat és csavargókat telepítettek a helyszínekre, ami úgynevezett „nem szabad” kolóniát eredményezett mint például Veenhuizen ahol központosított földművelést folytattak őrök felügyelete alatt. A telepek kialakításakor szabályos alaprajzot követtek, főbb épületeik a lakóházak, a mezőgazdasági épületek, templomok és középületek voltak. A 19. század közepén Hollandiában több mint 11 ezer ember élt ilyen kolóniákon, Belgiumban a legnagyobb lélekszám 6000 körül volt 1910-ben. |                   |

| | A Római Birodalom limese Germania Inferiorban |
| Hollandia és Németország közös világörökségi helyszíne |                                               |
| 2021 |                                               |
| Kulturális (II) (III) (IV) |                                               |
| Hivatkozás: 1631 |                                               |
| Az Alsó-Rajna bal partvonala mellett körülbelül négyszáz kilométer hosszan épült ki a Római Birodalom Germania Inferior provinciájának limese. Az Északi-tengerig érő határszakasz maradványai ma Németország és Hollandia területén találhatók. A helyszínhez összesen százkét objektum tartozik, együttesen alkották a birodalmat a 2. században körbevevő mintegy 7 500 kilométer hosszú, Európán, a Közel-Keleten és Észak Afrikán keresztülhúzódó határrendszer egyik szakaszát. A helyszínhez katonai és civil épületek maradványai tartoznak ezen kívül olyan határjelző elemek, amelyek Germania Inferior provincia végét jelezték az i. sz. 1. és 5. század között. Szinte minden épületrész maradványa a föld alatt található, ezért csak a régészeti feltárások alapján ismert. Az ásatások során katonai bázisokat, erődöket, kisebb erődítményeket, tornyokat, átmeneti táborokat, utakat, kikötőket, egy hajóflotta bázist, egy csatornát, egy vízvezetéket, valamint civil településeket, városokat, temetőket, szentélyeket, egy amfiteátrumot és egy palotát azonosítottak. Az objektumok egy része vízzel átitatott területen fekszik, ami elősegíti a bomló anyagok konzerválódását és az objektumok jobb állapotban való megőrzését. A hollandiai helyszínek: Valkenburg, Voorburg, Vlietwijk, Starrenburg, Knippolder, Vlietvoorde, Rozenrust, Romeinsepad, Leiden, Woerden, Utrecht, Bunnik-Vechten, Arnhem, Elst, Nijmegen, Mariënboom, Swartendijk, Cortendijk, Louisedal, Kerstendal, Berg en Dal, Herwen |                                               |

| | Eise Eisinga planetáriuma, Franeker |
| 2023 |                                     |
| Kulturális (IV) |                                     |
| Hivatkozás: 1683 |                                     |
| A Franeker központjában egy szerény méretű házban található planetárium a világ legrégebbi folyamatosan működő planetáriuma. A gyapjúval foglalkozó Eise Eisinga által tervezett és nagyrészt saját kezűleg elkészített modellt a mennyezetbe és a nappali szoba egyik falába építették be. Az alatta lévő helyiséget fogadó- és bemutatóteremként használták. Az 1774 és 1781 között épített, a naprendszerünket ábrázoló modell ma is naprakészen ábrázolja a Nap a Hold és az akkor ismert öt bolygó (a Merkúr, a Vénusz, a Mars, a Jupiter és a Szaturnusz) pozícióját. Az égitestek fémrúdon lógó fagolyók, amiket a mennyezetbe vágott nyílásokon keresztül a ház direkt erre a célra átalakított gerendaszerkezetére rögzítettek. Darabjai egyszerű de időtálló anyagokból készültek, alkotója a karbantartásukhoz szükséges részletes utasításokat hagyott hátra. A planetárium hozzájárult a csillagászati ismeretek és a heliocentrikus világkép szélesebb körben való elterjesztéséhez. Jelenleg is nyitva áll a látogatók előtt, oktatóközpontként használják. |                                     |

## Elhelyezkedésük
| Schokland Amszterdam Malomrendszer Gőzszivattyúrendszer Beemster-polder Rietveld Schröder-ház Watt-tenger 17. századi csatorna-gyűrű Van Nelle-gyár Jóakarat-kolónia Germania Inferior limese Planetárium | Willemstad |

## Javasolt helyszínek
| Megnevezés                         | Kép | Típus      | Kritérium | Év   | Link |
| ---------------------------------- | --- | ---------- | --------- | ---- | ---- |
| Bonaire Tengeri Park               |     | Természeti | VII, IX   | 2011 | 5627 |
| Ültetvények Curaçao nyugati részén |     | Kulturális | II, IV, V | 2011 | 5632 |